# Leonor Andrade
Leonor Andrade, née le 13 septembre 1994, est une chanteuse et actrice portugaise notamment connue pour avoir représenté le Portugal à l'Eurovision en 2015.

## Biographie
En 2014, Andrade participe à la deuxième saison de A Voz de Portugal. Après l'émission, elle rejoint comme actrice sur RTP1 la telenovela Água de Mar, dans laquelle elle interprète Joana Luz.
Le 7 mars 2015, elle remporte la finale nationale "Festival da Canção 2015" et est choisie pour représenter le Portugal au Concours Eurovision de la chanson 2015 à Vienne, en Autriche avec la chanson Há um mar que nos separa (Il y a une mer qui nous sépare). Elle participe à la seconde demi-finale, le 21 mai 2015, où elle termine 14e et n'est pas qualifiée pour la finale.

## Discographie

### Album studio
| Détail                                                                                       | Charts          |
| Détail                                                                                       | Modèle:PORb POR |
| -------------------------------------------------------------------------------------------- | --------------- |
| Setembro - Lancement : 13 mai 2016 - Labels : Viagen a Marte - Format : CD et Téléchargement |                 |

### Singles
| Année | Titre                    | Album    | Charts   | Charts     | Charts   |
| Année | Titre                    | Album    | Portugal | Luxembourg | Lituanie |
| ----- | ------------------------ | -------- | -------- | ---------- | -------- |
| 2015  | Há um mar que nos separa | Setembro | –        | –          | 2        |
| 2015  | Já Conheci               | Setembro | –        | 28         | -        |
| 2015  | Strong for Too Long      | Setembro | 7        | –          | -        |